# Chinatown di Prato
Chinatown è il nome attribuito nel gergo comune e giornalistico a un quartiere di Prato, per via della notevole concentrazione della comunità cinese e di esercizi commerciali gestiti da suoi membri. Formalmente detto Macrolotto Zero, si trova in via Pistoiese e non solo.
L'attività economica principale è l'industria tessile. Il quartiere si è sviluppato a partire dal 1990.